# Without Honor (film 1918)
Without Honor è un film muto del 1918 diretto da E. Mason Hopper. Prodotto e distribuito dalla Triangle, con la sceneggiatura di George Elwood Jenks che si basava su un soggetto di C. Gardner Sullivan, il film aveva come interpreti principali Margery Wilson, Walt Whitman, Arthur Moon e Darrell Foss.

## Trama
Roy Hanford, un giovane dal carattere debole, schiacciato dall'autoritarismo bigotto del padre e dal cuore di ghiaccio della moglie, lascia la sua casa e fugge in città. Qui conosce e fa amicizia con Breeze Ballard, un venditore che gli procura un lavoro presso la sua azienda. Innamoratosi della segretaria, Jeanie MacGregor, Roy la sposa. Il loro matrimonio si rivela felice fino al momento in cui appare il diacono, il padre di Roy, accompagnato da un ufficiale con un mandato che accusa il figlio di bigamia. Per sfuggire al carcere, Roy rinnega il matrimonio con Jeanie, abbandonandola con il figlio appena nato. Lei lo segue, ma lui, ubriaco, cade da una scogliera e muore. Rimasta sola e senza difese, Jeanie diventa preda facile del diacono, ipocrita e bigotto, che ne fa un bersaglio davanti ai cittadini, chiedendo che venga cacciata di città. La salva l'intervento di Breeze che mostra le prove del matrimonio e che, innamorato, la chiede in moglie.

## Produzione
Il film, girato con il titolo di lavorazione Bearing Her Cross, fu prodotto dalla Triangle Film Corporation. Alcune scene furono girate a Pacific Palisades nei pressi di Santa Monica.
Alcune fonti accreditano nel ruolo di Hank Dobbs l'attore Walter Edwards, altre Walter Perkins.

## Distribuzione
Distribuito dalla Triangle Distributing, il film uscì nelle sale cinematografiche degli Stati Uniti il 5 gennaio 1918.

### Conservazione
Copia completa della pellicola (acetato positivo 16mm) si trova conservata negli archivi del George Eastman House di Rochester.